# Solberga, Södertälje kommun
Solberga är en bebyggelse öster om Järna i Södertälje kommun. Mellan 2015 och 2020 avgränsade SCB här en separat småort, från att tidigare ha ingått i en småort med beteckningen Solberga och Solåkrabyn.